# Ronde van Italië 2019/Eenentwintigste etappe
De eenentwintigste etappe van de Ronde van Italië 2019 is een tijdrit over 15,6 kilometer in Verona. 
| Verona – Verona (15,6 km) |                    |                             |        |
| Plaats                    | Naam               | Ploeg                       | Tijd   |
| 1                         | Chad Haga          | Team Sunweb                 | 22'07" |
| 2                         | Victor Campenaerts | Lotto Soudal                | + 4"   |
| 3                         | Thomas De Gendt    | Lotto Soudal                | + 6"   |
| 4                         | Damiano Caruso     | Bahrain-Merida              | + 9"   |
| 5                         | Tobias Ludvigsson  | Groupama-FDJ                | + 11"  |
| 6                         | Josef Černý        | CCC Team                    | z.t.   |
| 7                         | Peio Bilbao        | Astana Pro Team             | + 17"  |
| 8                         | Mattia Cattaneo    | Androni Giocattoli-Sidermec | + 20"  |
| 9                         | Vincenzo Nibali    | Bahrain-Merida              | + 23"  |
| 10                        | Primož Roglič      | Team Jumbo-Visma            | + 26"  |
|                           |                    |                             |        |
| 16                        | Jos van Emden      | Team Jumbo-Visma            | + 42"  |

| Algemeen klassement |                    |                        |            |
| Plaats              | Naam               | Ploeg                  | Tijd       |
| Roze trui           | Richard Carapaz    | Movistar Team          | 90u01'47"  |
| 2                   | Vincenzo Nibali    | Bahrain-Merida         | + 1'05"    |
| 3                   | Primož Roglič      | Team Jumbo-Visma       | + 2'30"    |
| 4                   | Mikel Landa        | Movistar Team          | + 2'38"    |
| 5                   | Bauke Mollema      | Trek-Segafredo         | + 5'43"    |
| 6                   | Rafał Majka        | BORA-hansgrohe         | + 6'56"    |
| 7                   | Miguel Ángel López | Astana Pro Team        | + 7'26"    |
| 8                   | Simon Yates        | Mitchelton-Scott       | + 7'49"    |
| 9                   | Pavel Sivakov      | Team INEOS             | + 8'56"    |
| 10                  | Ilnoer Zakarin     | Team Katjoesja Alpecin | + 12'14"   |
|                     |                    |                        |            |
| 38                  | Pieter Serry       | Deceuninck–Quick-Step  | + 1u32'54" |

1e etappe ·
2e etappe ·
3e etappe ·
4e etappe ·
5e etappe ·
6e etappe ·
7e etappe ·
8e etappe ·
9e etappe ·
10e etappe ·
11e etappe ·
12e etappe ·
13e etappe ·
14e etappe ·
15e etappe ·
16e etappe ·
17e etappe ·
18e etappe ·
19e etappe ·
20e etappe ·
21e etappe
Startlijst · Eindstanden · Afbeeldingen